# Chordeuma reflexum
Chordeuma reflexum är en mångfotingart som beskrevs av Henri W. Brölemann 1927. Chordeuma reflexum ingår i släktet Chordeuma och familjen spinndubbelfotingar. Inga underarter finns listade i Catalogue of Life.